# 生野区
生野区（いくのく）は、大阪市を構成する24行政区のうちの一つ。大阪府の中央部に位置する。

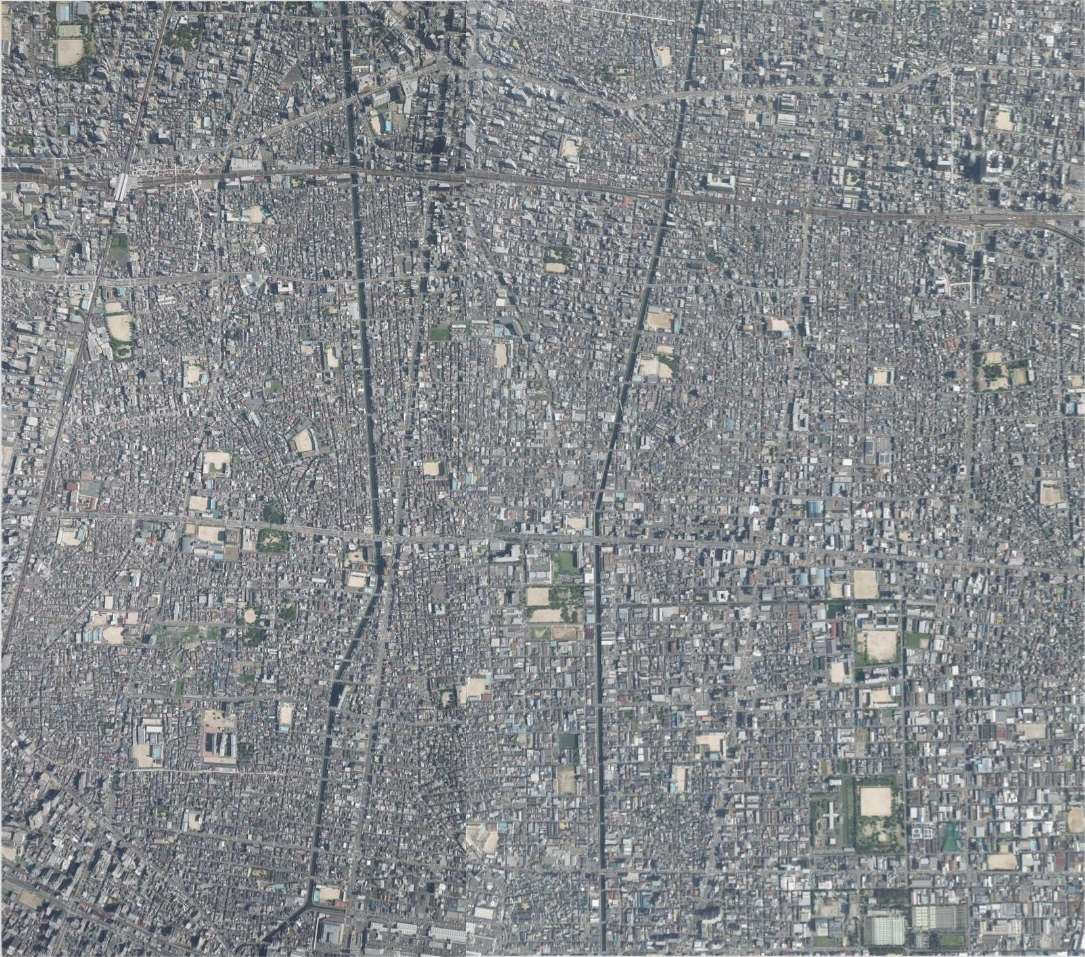
生野区の空中写真

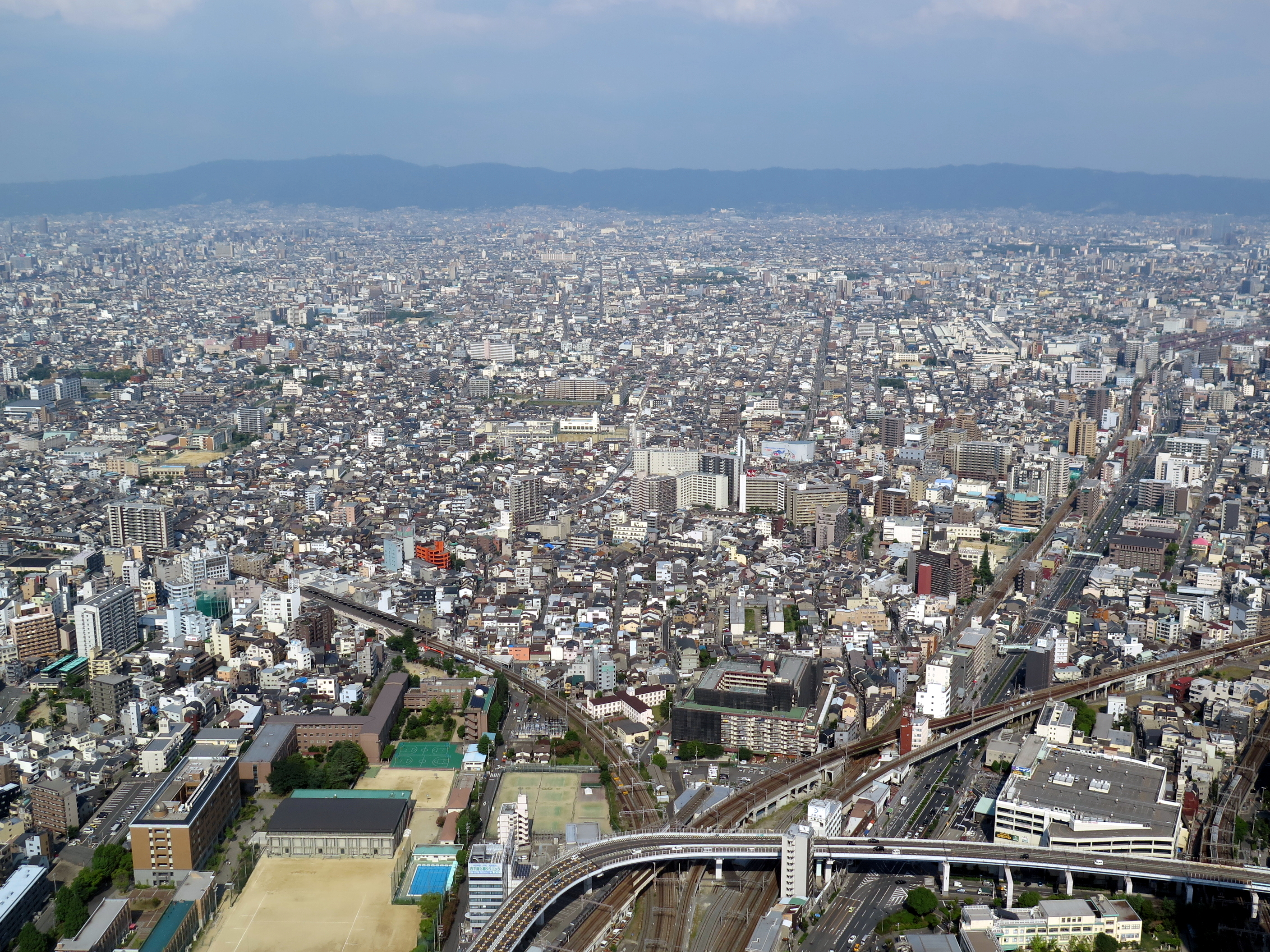
あべのハルカスから見下ろす景色。左側の半分ぐらいは生野区に属する（2014年）

## 地理
- 河川：平野川、平野川分水路、猫間川（廃河川）

上町台地の東側に位置し、平坦な地形が続く。区境は、西側が大阪環状線、北側が近鉄大阪線・奈良線によって形成されているために直線的なものになっている。そのために北西端に位置するJR西日本・近鉄鶴橋駅は、駅舎の一部が隣接する天王寺区や東成区にまたがる格好になっている。

## 歴史

### 故事

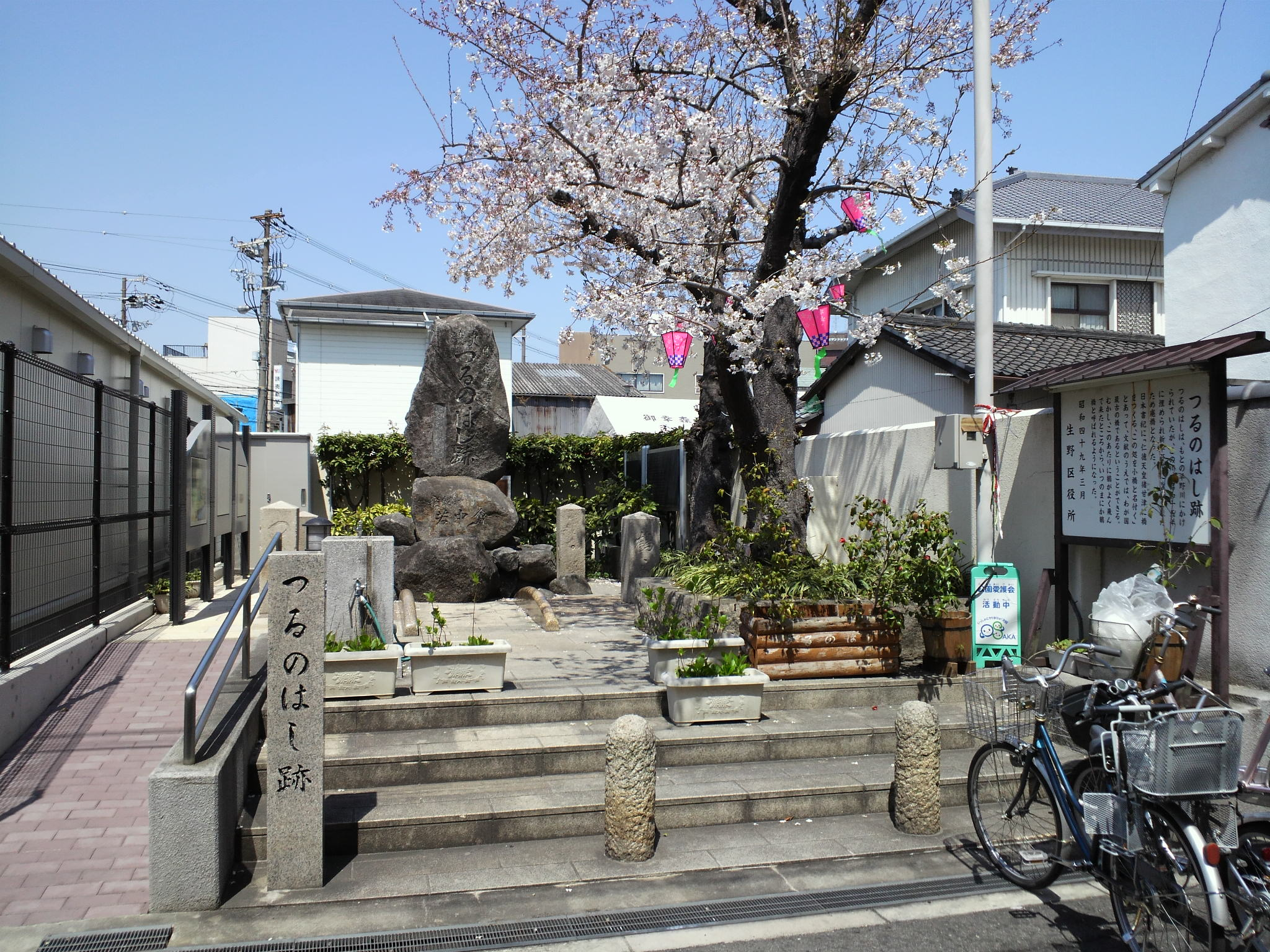
つるのはし跡

日本最古の橋
文書に残る日本最古の橋である猪甘津橋は、現在の生野区に架かっており、周辺に鶴が群れていることからその後「鶴の橋」と呼ばれるようになったとされ、現在の「鶴橋」の地名となった。河川の埋め立てにより現在は橋がなくなったが、「つるのはし跡」の石碑がJR環状線の桃谷駅近くに建っており、橋脚の一部が残っている。
聖徳太子伝説 〜生野区の名称の由来〜
生野長者と呼ばれた長者の子が、生まれつき言葉をしゃべらないので聖徳太子に相談したところ、聖徳太子が「私が前世に預けた舎利を返しなさい」と長者の子におっしゃった。すると長者の子は3つの舎利を口から吐き出し、それからは普通にしゃべれるようになった。聖徳太子はその舎利を一つは四天王寺に、一つは法隆寺に、一つを長者に賜った。その舎利をおまつりするために長者は寺を建て、舎利尊勝寺と名づけた。生野区の名称はこの故事に登場する生野長者に由来し、長者の建てた舎利尊勝寺は生野区内に現存しており、一帯の地名「舎利寺」の由来となっている。
古代・仁徳天皇の時代に、多くの「渡来人」がこの地にやってきた。特にこの地域は百済からの渡来人が多く古くは「百済郡」と呼ばれていた。その渡来人たちがブタ（猪）を飼う技術を持っていたことからこの地域を「猪飼野（いかいの）」と呼ぶようになる。生野は猪飼野が訛ったものか。

### 近世
- 1943年（昭和18年） - 東成区から分離し誕生。
- 1955年（昭和30年）4月3日 - 中河内郡巽町を編入。
- 1973年（昭和48年）2月1日 - 住居表示を実施。

## 地名
- 生野東
- 生野西
- 鶴橋
- 桃谷
- 勝山北
- 勝山南
- 舎利寺
- 小路
- 小路東
- 新今里
- 田島
- 中川
- 中川東
- 中川西
- 林寺
- 巽中
- 巽南
- 巽北
- 巽西
- 巽東

## 人口構成
区の総人口126,669人（2022年7月現在）。

### 全国で最も外国人比率が高い都市
外国人住民は29,202人（2024年9月現在）で区人口の約23.0%に達し、大阪市の行政区で最も多い。ちなみに外国人比率の高い自治体である群馬県邑楽郡大泉町は19%（2021年9月現在）、全国最多の外国人住民を抱える埼玉県川口市の外国人人口は約3万9000人で住民の6.4%（令和2年6月1日現在）、全国2位の外国人住民抱える東京都内における最も外国人人口の多い新宿区の人口（346,925人）に対する外国人人口（40,347人）比率は11.6%（令和4年11月1日現在）である。全国で最も外国人居住者の比率が高い行政区の一つで、その多くは在日韓国・朝鮮人である。

## 産業

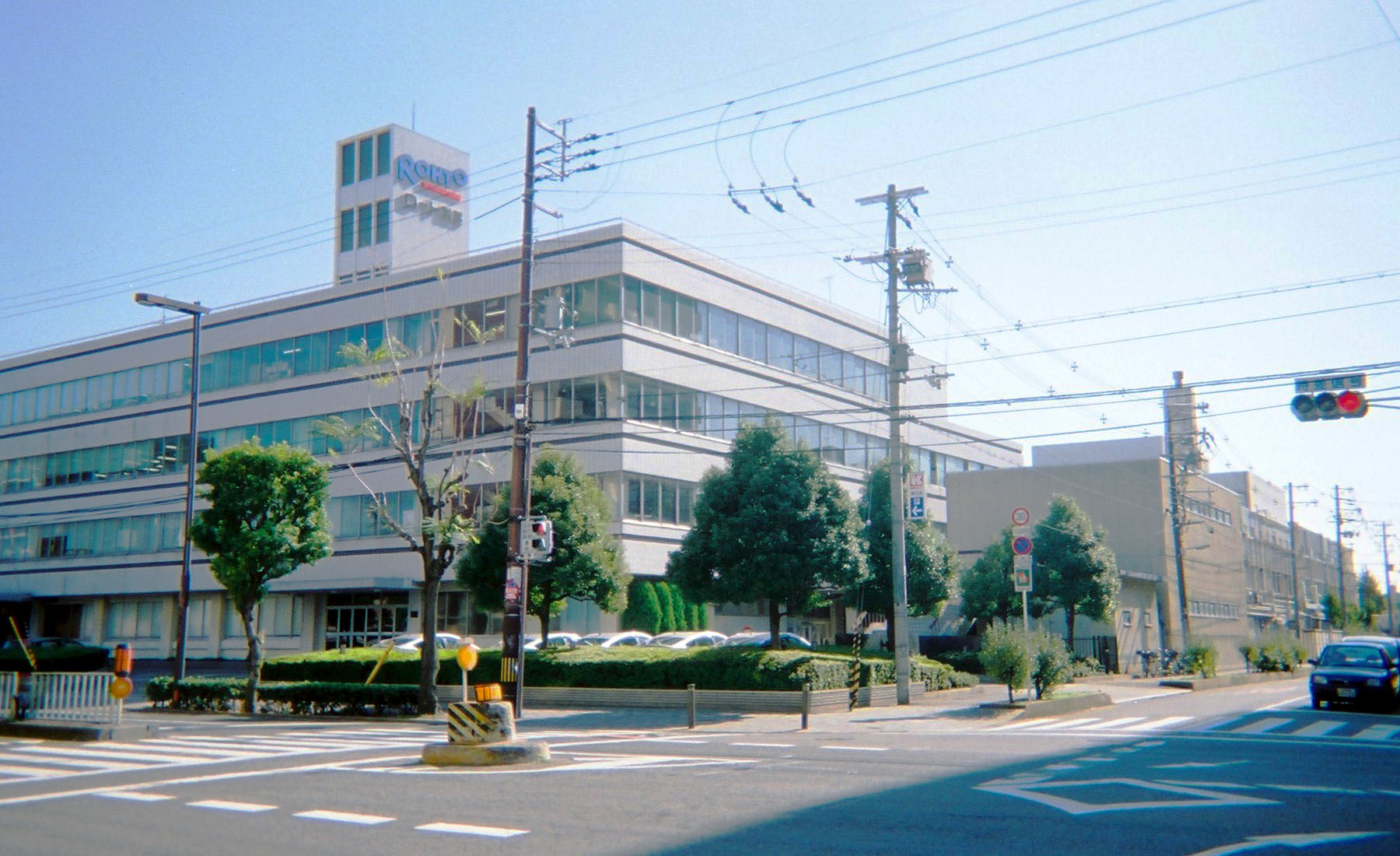
ロート製薬本社（巽西）

個人商店、中小企業が多く、特にゴムと硝子工業が有名。『田島（たしま/たじま）のめがねレンズ』は特に有名で、昭和40年代までは全国シェアの90%の生産量を誇っていた。田島神社境内には「レンズ発祥の地」の碑がある。商店街も多く賑わいを見せている。
またロート製薬、フルタ製菓、ノーベル製菓、「大阪ものづくり優良企業賞2024」受賞企業のコダマ　、そして山本化学工業の本社や工場も生野区に所在する。ロート製薬の一社提供番組であった『アップダウンクイズ』(MBS) や『クイズダービー』(TBS) などで放送されたオープニングキャッチの映像は、巽西にある同社の本社工場・研究所である。
鶴橋地域や今里新地地域にはコリア・タウンが形成されており、コリア系商業ビルも存在する。

### 生野区に本拠を置く企業
- アックスヤマザキ
- 生田 (大阪市の企業)
- エイト (企業)
- 近江化工
- コダマ (企業)
- 小西製作所
- 島田製菓
- 昌栄印刷
- ソニック (文具)
- タレックス光学工業
- 丹生堂本舗
- 東邦 (企業)
- 豊田商会
- 中西製作所
- 西敬
- ニューエラー
- ノーベル製菓
- フルタ製菓
- 南タクシー
- 山本化学工業
- リゲッタ
- ロート製薬

## 交通

### 鉄道
- 区役所の最寄り駅は桃谷駅。

大阪市高速電気軌道 (Osaka Metro)
 千日前線：小路駅 - 北巽駅 - 南巽駅
近畿日本鉄道（近鉄）
A 奈良線：鶴橋駅 - 今里駅
D 大阪線：鶴橋駅 - 今里駅
今里駅が普通列車のみの停車であるため、急行停車駅である布施駅（東大阪市）も利用される。
JR大阪環状線の寺田町駅 - 桃谷駅 - 鶴橋駅は、隣接する天王寺区との境界に沿って走り、一部出入口は区内にもあるが、登記上はすべて天王寺区にある。
また、区の南端部ではJR関西本線（大和路線）の平野駅（平野区）や東部市場前駅（東住吉区）が最寄りとなる地域がある。

### バス
- 大阪シティバス
  - 今里筋、勝山通、疎開道路、内環状線などに路線網があり、あべの橋や地下鉄今里・守口・杭全・出戸・上六・布施などを結ぶ。北巽駅には「北巽バスターミナル」を設置。
- いまざとライナー
  - 今里筋を通り、長居ルートとあべの橋ルートの2路線を持つ。概ね双方併せて10分間隔で運行されている。
- オンデマンドバス
  - 区内全域で運行されている予約型乗り合いバス。
  - 区内に177ヶ所の乗降場所がある(2022年7月6日現在)。

また、かつては近鉄バスも生野区内に路線があり、勝山通を経由するあべの橋・近鉄八尾駅間、布施から内環状線・南巽駅を経てJR平野まで運行していた。

### 道路
- 勝山
- 今里筋（大阪市道大阪環状線）
- 大阪内環状線（国道479号）
- 大阪市道四天王寺巽線
- 疎開道路（大阪市道上新庄生野線）
生野区を南北に走る3500mほどの通り。第二次世界大戦中は、アメリカ軍の爆撃（大阪大空襲）による火災が町中に広がるのを防ぐためにということで空き地が設けられた。「お国のために」ということで昨日まで住んでいた家や店などが取り壊され、そこに住んでいた人が強制的に「疎開（そかい）」させ、立ち退きさせられたことから、現在でも「疎開道路」という名称で親しまれている。疎開道路のちょうど真ん中辺りに三宅製粉や南タクシーといった地元企業がある。
- 国道25号
- 大阪府道172号布施停車場線
- 大阪府道173号大阪八尾線（今里筋・勝山通）

## 教育

### 短期大学
- 大阪府立大学工業短期大学部（1983年廃止）- 勝山南3-1-4にあった。

### 高等学校
- 大阪市立生野工業高等学校
- 大阪府立桃谷高等学校
- 大阪府立大阪わかば高等学校
- 大阪偕星学園高等学校
- 金光藤蔭高等学校
- プール学院高等学校

### 中学校
- 大阪市立新生野中学校
- 大阪市立東生野中学校
- 大阪市立桃谷中学校
- 大阪市立田島中学校
- 大阪市立大池中学校
- 大阪市立巽中学校
- 大阪市立新巽中学校
- プール学院中学校

### 小学校
- 大阪市立北鶴橋小学校
- 大阪市立鶴橋小学校
- 大阪市立東桃谷小学校
- 大阪市立勝山小学校
- 大阪市立大池小学校
- 大阪市立東中川小学校
- 大阪市立小路小学校
- 大阪市立東小路小学校
- 大阪市立田島南小学校
- 大阪市立巽小学校
- 大阪市立北巽小学校
- 大阪市立巽南小学校
- 大阪市立巽東小学校

### 義務教育学校
- 大阪市立義務教育学校生野未来学園

### 特別支援学校
- 大阪府立生野聴覚支援学校
- 大阪府立生野支援学校

### 専修学校・各種学校
- 大阪朝鮮第四初級学校

### 閉校となった学校
- 大阪府立勝山高等学校
- 大阪市立鶴橋中学校
- 大阪市立勝山中学校
- 大阪市立生野中学校
- 大阪市立御幸森小学校
- 大阪市立林寺小学校
- 大阪市立生野小学校
- 大阪市立西生野小学校
- 大阪市立舎利寺小学校
- 大阪市立田島小学校
- 大阪市立生野南小学校

## 集合住宅

### 大規模マンション
- 生野コーポ

### 住宅団地
- 都市再生機構桃谷市街地住宅
- 市営生野東住宅
- 市営勝山南住宅
- 市営田島住宅
- 市営巽住宅
- 市営巽伊賀住宅
- 市営巽北住宅

## 出身者
- 大西ひろゆき（元防衛大臣政務官、元内閣府大臣政務官、前衆議院議員）
- トミーズ雅（漫才師）- 巽中学卒
- トミーズ健（漫才師）- 巽中学卒
- 杉本健勇（プロサッカー選手・日本代表）
- 福本豊（元プロ野球選手）
- 東野圭吾（作家）- 東生野中学校卒
- 小田吉男（実業家、馬主、LiNK-UP株式会社代表取締役社長CEO、『@ほぉ〜むカフェ』創設者）
- 内藤良太（実業家、演出家、空間プロデューサー、『バーレスク東京』『boxdisco partyon』創設者）
- 笑福亭仁鶴（落語家）- 生野区田島（たしま）の出身で中学生まで在住していた。
- 玄月（作家）- 生野区で生まれ育ち、現在も居住している。
- 伊原剛志（俳優）- 巽中学卒
- 中川健一（牧師）
- 長原成樹（タレント）- 巽中学卒
- 須藤秀澤（写真家）
- 木村充揮（歌手・元憂歌団メンバー）- 大池中学卒
- 秋山成勲（総合格闘家）- 大池中学卒
- アンミカ（タレント・モデル）
- 土肥ポン太（タレント）
- 松尾敏伸（俳優）- 鶴橋中学卒
- 梁石日（作家）- 猪飼野出身
- 渡辺桂子（歌手）
- 岡田可愛（女優・タレント）- 生野区に生まれ小4まで在住
- PAKshin（ミュージシャン・カルメラ）- 生野中学卒
- 塚本正治（社会運動家・詩人・シンガーソングライター）- 鶴橋中学卒
- 角倉護（実業家）
- 松本健留（ラグビー選手）

延山敏和(ラグビー選手)
- しんや（タレント）
- 西村太一（騎手）
- 木下誠（プロバスケットボール選手）
- Jin Dogg（ラッパー）
- REAL-T（ラッパー）
- CHEHON（レゲエDeejay）
- ジョーブログ（YouTuber）

## 生野区にゆかりのある人物
- 司馬遼太郎（小説家） - 大阪市浪速区に生まれる。
- 河島英五（歌手） - 生野区桃谷にてバー＆ライブハウス「BEE-HOUSE」を経営していた。
- 徳山昌守（プロボクサー） - 東京都出身、現役ボクサー時代は生野区に在住していた。
- 趙博（歌手・俳優） - 大阪市西成区に生まれる、現在は生野区に在住。
- 長島☆自演乙☆雄一郎（格闘家） - 生野区今里の魁塾に所属。

## 名所・旧跡・観光スポット・施設
- 舎利尊勝寺
  - 舎利寺の戦い
- 難波寺
- 成恩寺
- 偏増寺
- 定願寺
- 圓徳寺

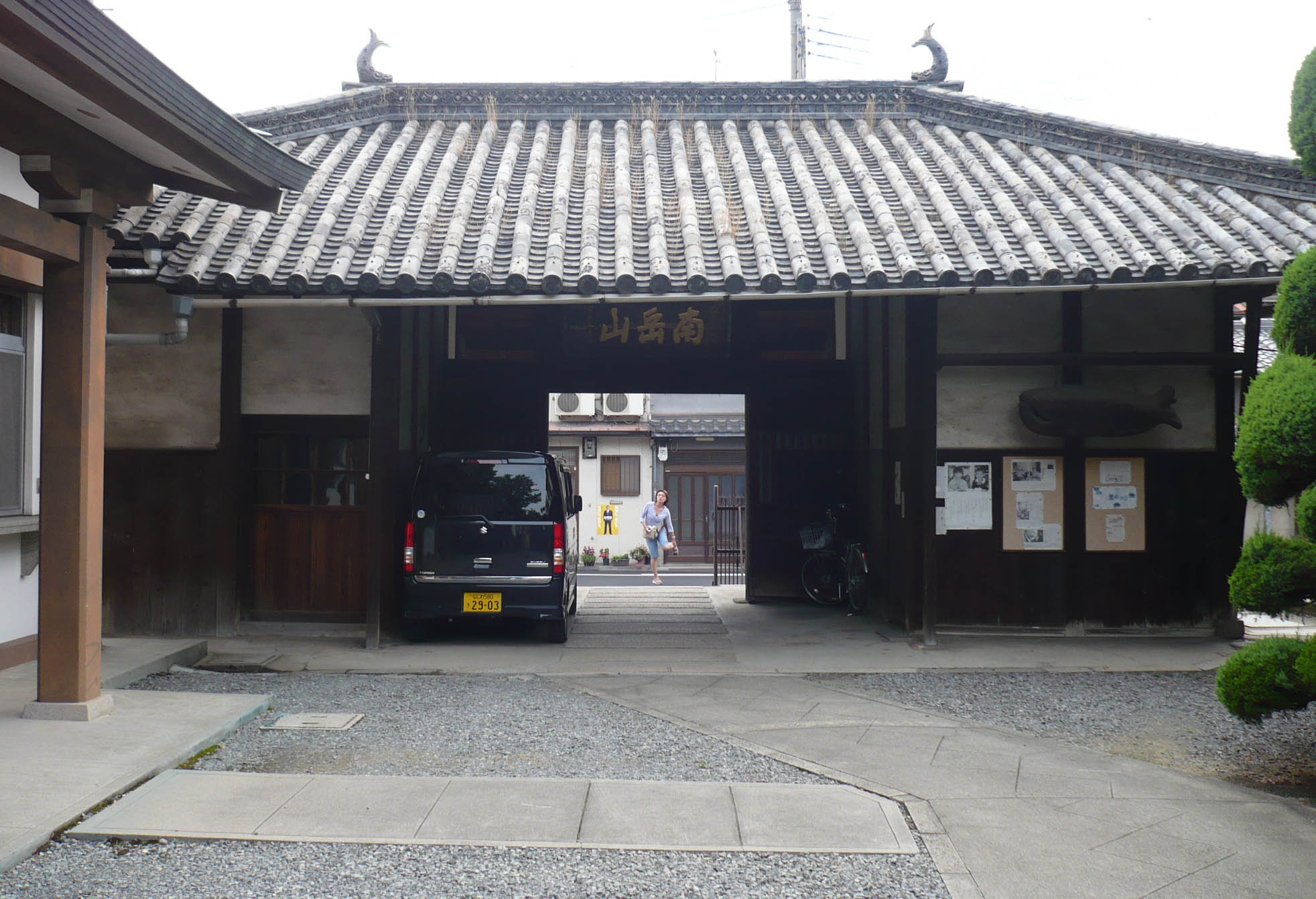
舎利尊勝寺

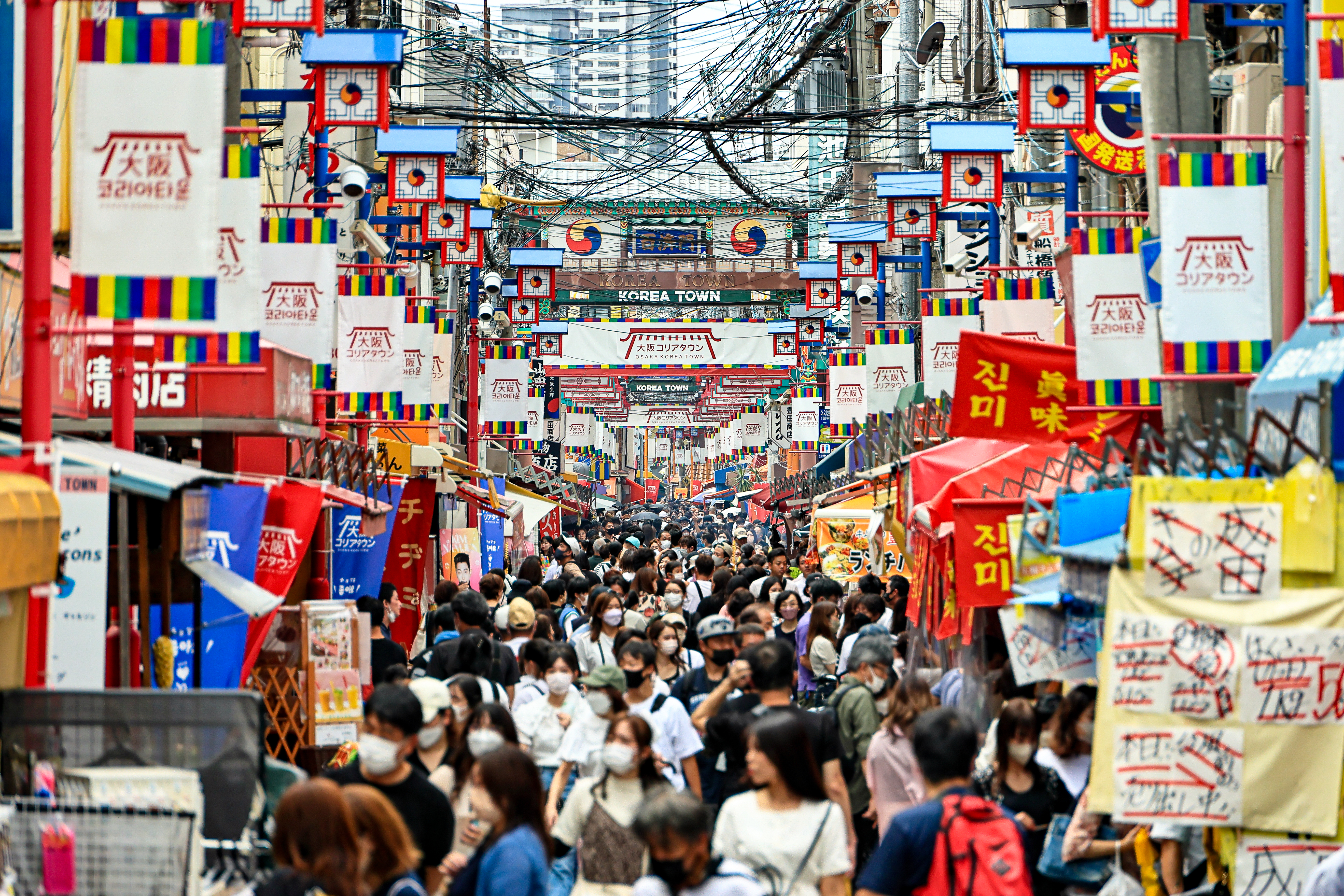
韓流ブームで賑わう大阪生野コリアタウン商店街

- 韓国観音寺（韓国仏教の寺院、正式名宗教法人・民衆佛教観音寺）
- 生野神社
- 生野八坂神社
- 御幸森天神宮
- 田島神社
- 巽神社
- 清見原神社
- 彌栄神社
- 勝山遺跡
- 生野コリアタウン
- 大阪市立生野図書館
- 生野商店街
- 生野まつり
- 明生座（大衆演劇）
- また生野区はだんじり祭りでも有名である。特に巽神社のだんじりは生野区でも最大規模を誇る。
- 喧生塾（生野区、平野区を中心に非行に走った若者たちを養成する格闘施設。）